# Остров Торупа
Остров Торупа — остров архипелага Земля Франца-Иосифа. Административно относится к Приморскому району Архангельской области России.

## Расположение
Расположен в северной части архипелага в водах пролива Тринингена между островами Карла-Александра и Гогенлоэ на расстоянии 3 километров к северо-востоку от побережья острова Карла-Александра и 6,5 километра к югу от Гогенлоэ.

## Описание
Остров не покрыт льдом, бо́льшую его часть занимает скала высотой 128 метров, в южной части, на небольшом полуострове — каменистые россыпи. Имеет вытянутую форму длиной около 1,5 километра и шириной 500—600 метров.
Назван в честь норвежского профессора физиологии — Софуса Торупа, участника подготовки многих норвежских полярных экспедиций.